# Cristina Pîrv
Cristina Pîrv (n. 29 iunie 1972, Turda, Cluj, România) este o fostă voleibalistă din România.
Ea a jucat pentru echipa națională la Campionatul Mondial din 1994, în Brazilia. De asemenea a participat la Campionatul European din 2001 și la Campionatul Mondial din 2002.
Din 2003 a fost căsătorită cu jucătorul de volei brazilian Gilberto Amaury Godoy Filba (Giba), n. 1976). Ei au 2 copii împreună, o fiică pe nume Nicoll născută în 2004 și un fiu Patrick născut în 2008. În noiembrie 2012, Cristina a divorțat.

## Cariera
| Club                    | Țară     | Început | Sfârșit |
| Dinamo București        | România  | 1986    | 1991    |
| Volley San Lazzaro      | Italia   | 1991    | 1994    |
| Sabelli Conad Fano      | Italia   | 1994    | 1995    |
| Medinex Reggio Calabria | Italia   | 1995    | 1997    |
| MRV Minas Clube         | Brazilia | 1997    | 1998    |
| Medinex Reggio Calabria | Italia   | 1998    | 1999    |
| MRV Minas Clube         | Brazilia | 1999    | 2002    |
| Asystel Volley Novara   | Italia   | 2002    | 2004    |
| RC Cannes               | Franța   | 2004    | 2005    |
| Asystel Volley Novara   | Italia   | 2005    | 2006    |

## Rezultate
- Campioană națională 1989
- Brazilian Superliga: 2002
- Italian Cup: 2004
- Italian Supercup: 2003
- Italian Vice-champion: 2004
- French Championship: 2005
- French Cup: 2005